# Lilly (Georgia)
Lilly – miasto w Stanach Zjednoczonych, w stanie Georgia, w hrabstwie Dooly.